# Wanderung durch den Harz

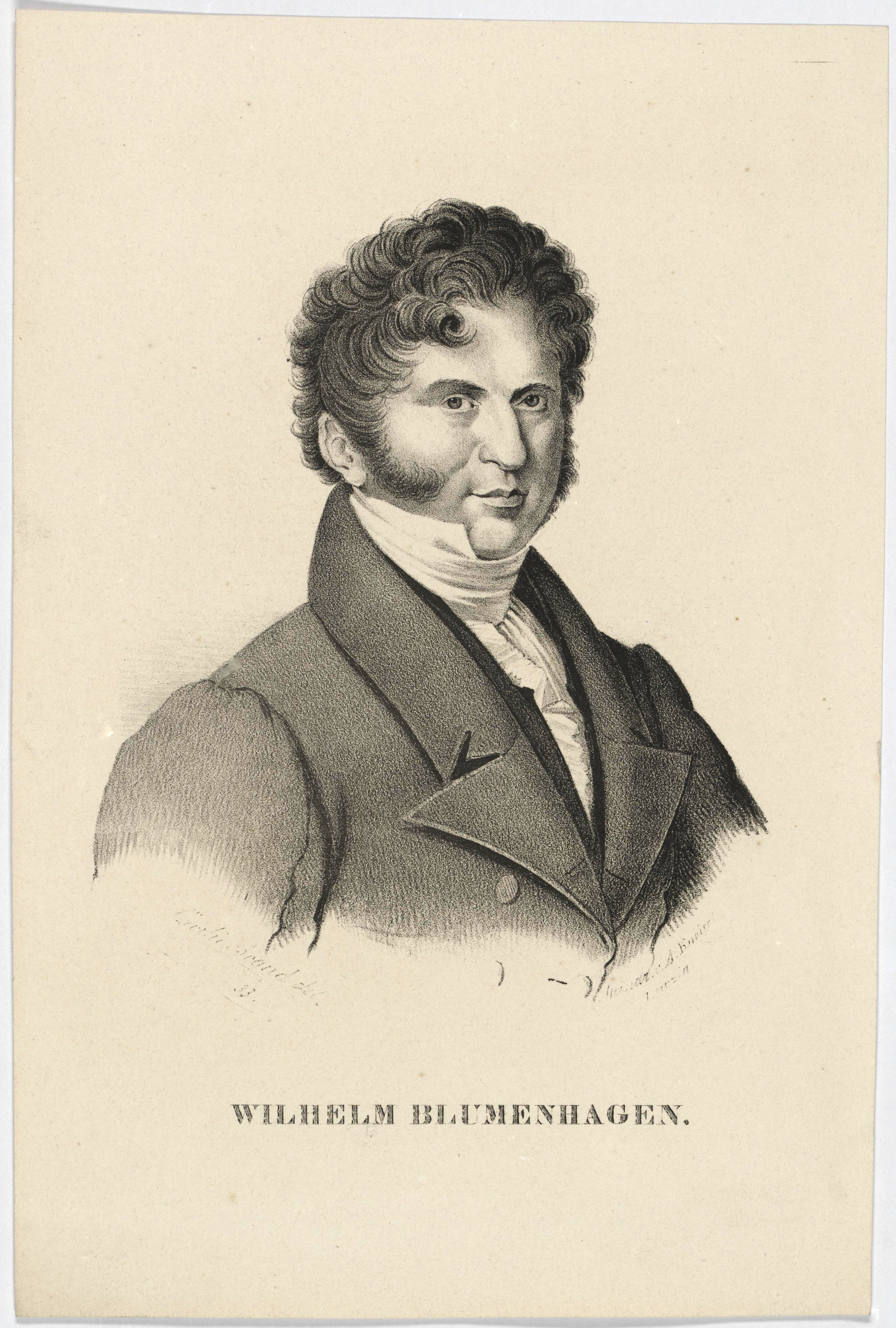
Wilhelm Blumenhagen, 1833;

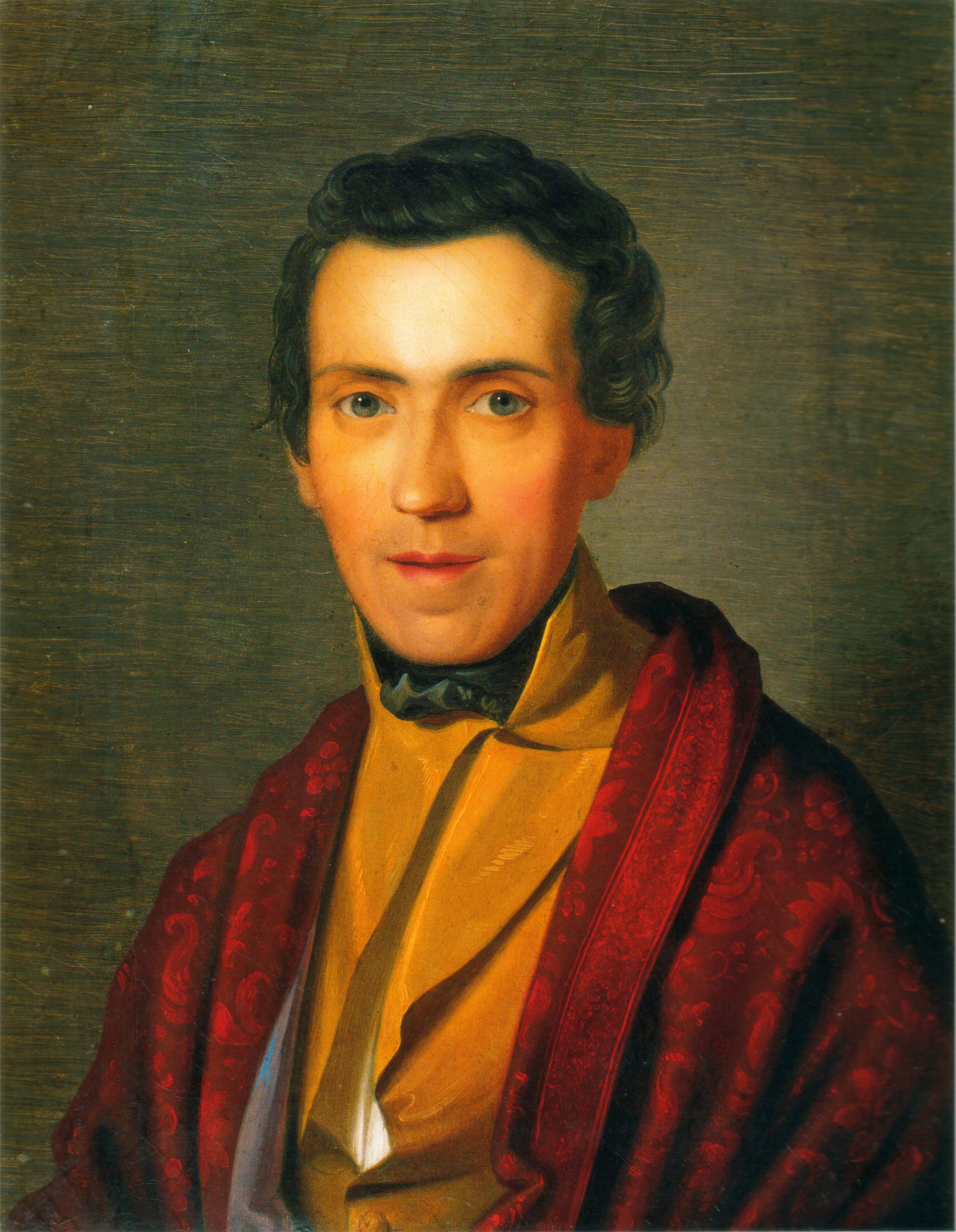
Ludwig Richter, 1836

Wanderung durch den Harz ist ein Werk des Arztes und Schriftstellers Wilhelm Blumenhagen (1781–1839) aus dem Jahr 1838. Das Buch kann als frühe Form von illustrierter Reiselektüre bzw. eines Reiseführers angesehen werden.

## Beschreibung
Das Buch erschien 1838 im Georg Wigand's Verlag in Leipzig in der Reihe Das malerische und romantische Deutschland als Band 5. 1972 wurde von der Olms Presse, Hildesheim, der Nachdruck Blumenhagen: Wanderungen durch den Harz veröffentlicht.
Das Buch hat einen Umfang von 256 Seiten und kein Inhaltsverzeichnis. Neben den Texten enthält es die Reproduktion von 30 Stahlstichen, die nach Zeichnungen von Ludwig Richter (1803–1884) gestochen wurden.
Richter erhielt 1836 vom Verleger Georg Wigand (1808–1858) den Auftrag, den Harz zu bereisen und typische Harz-Motive in Bleistiftzeichnungen festzuhalten. Diese Zeichnungen wurden später als Stahlstiche ausgearbeitet. Für Richter typisch sind im Vordergrund abgebildete, kleine Personengruppen, was den Zeichnungen eine romantische Idylle verleiht. Werke von Ludwig Richter sind u. a. zu finden in der Deutschen Fotothek.

## Digitalisate
Die Originalausgabe des Buches von 1838 ist als Digitalisat zu finden:
- im Publikationsserver der Technischen Universität Braunschweig[5]
- in der digitalen Bibliothek des Münchener Digitalisierungszentrums[6]

## Inhaltsverzeichnis
In der folgenden Tabelle werden die beschriebenen Orte und Themen als Inhaltsverzeichnis zusammen mit den gemeinfreien Zeichnungen aufgelistet. Die Reproduktion der Zeichnungen bzw. Stahlstiche ist im Buch einseitig gedruckt und hat keine eigene Seitennummer. Sofern vorhanden, sind aktuelle Fotos mit ähnlichem Bildausschnitt gegenübergestellt.
| Seite | Thema                              | Text Bild |
| ----- | ---------------------------------- | --- |
| 3     | Titelseite                         | Wanderung durch den Harz. Von Wilhelm Blumenhagen. Mit 30 Stahlstichen. Leipzig, Georg Wigand's Verlag. |
| 5     | Motto                              | Dem Buchtext vorangestellt ist auf Seite 5 folgendes Motto zu finden, das die romantische Sehnsucht nach heiler Welt widerspiegelt Motto. Auf den Bergen wohnt die Freiheit; auf den Bergen thront das Licht! Menschenbrust wird leichter droben, Was sie drückte, fühlt sie nicht. Hin drum zu den blauen Höhen, Wo die frischen Lüfte wehen; Fern die Erdmisere da, und der Sternenhimmel nah! |
| 7     | Einleitung                         | |
| 20    | Goslar                             | - nach 20, Gegend um Goslar |
| 28    | Rammelsberge                       | |
| 32    | Die Claus                          | - nach 32, Die Klause und der Rammelsberg bei Goslar - Klusfelsen 2013 |
| 33    | Okerthal                           | |
| 34    | Harzburg                           | - nach 34, Die Harzburg |
| 37    | Das Ilsethal                       | |
| 49    | Ilsenstein                         | - nach 48, Der Ilsenstein - Ilsestein 2007 |
| 52    | Wasserfälle                        | - nach 52, Die Ilsefälle - Ilsefälle 2016 |
| 55    | Wernigerode                        | - nach 54, Wernigerode - Schloss Wernigerode 2020 |
| 63    | Der Brocken                        | - nach 62, Das Brockenhaus |
| 80    | Das Thal der Bode                  | |
| 90    | Die Marmormühle                    | - nach 90, Die Marmormühle im Bodethale |
| 92    | Blankenburg                        | - nach 92, Blankenburg vom Heidelberg aus |
| 95    | Der Regenstein                     | - nach 94, Der Regenstein |
| 97    | Das untere Thal der Bode           | |
| 98    | Die Teufelsmauer                   | - nach 98, Die Teufelsmauer |
| 102   | Rosstrappe                         | - nach 102, Aussicht von der Rosstrappe in den Kessel |
| 114   | Jungfernbrücke                     | - nach 114, Die Jungfernbrücke |
| 115   | Quedlinburg                        | - nach 114, Quedlinburg |
| 120   | Ein Alltags-Romänchen              | |
| 129   | Die Umgegend von Ballenstädt       | |
| 130   | Die Stecklenburg und die Lauenburg | - nach 130, Stecklenburg und Lauenburg |
| 132   | Ballenstädt                        | - nach 132, Schloss Ballenstädt |
| 136   | Stubenberge                        | - nach 136, Der Stubenberg bei Gernrode |
| 141   | Das Thal der Selke                 | |
| 144   | Mägdesprung                        | - nach 144, Mägdesprung |
| 149   | Der Falkenstein                    | - nach 148, Falkenstein |
| 174   | Die Mittagsseite des Harzes        | |
| 174   | Stolberg                           | - nach 174, Stolberg - nach 174, Sangerhausen |
| 182   | Ilefeld                            | - nach 182, Ilefeld |
| 188   | Sachsenstein                       | - nach 188, Sachsenstein |
| 190   | Burg Scharzfels                    | - nach 190, Scharzfels |
| 192   | Die Steinkirche                    | - nach 192, Die Steinkirche |
| 193   | Schloss Herzberg                   | - nach 192, Herzberg |
| 200   | Osterode                           | - nach 200, Osterode |
| 205   | Der Oberharz                       | |
| 222   | Der Oderteich                      | |
| 232   | Clausthal                          | - nach 232, Clausthal - 1650 Merian |
| 246   | Hübichenstein                      | - nach 246, Der Hübichenstein - 1838 Adrian Ludwig Richter |
| 247   | Stauffenburg                       | - nach 246, Die Staufenburg - 1654, Merian |

Das Werk Blumenhagens ist Teil der Buchreihe Das malerische und romantische Deutschland. Diese ist im Werk von Blumenhagen wie folgt aufgelistet:
Das

malerische und romantische

Deutschland.

In zehn Sektionen.

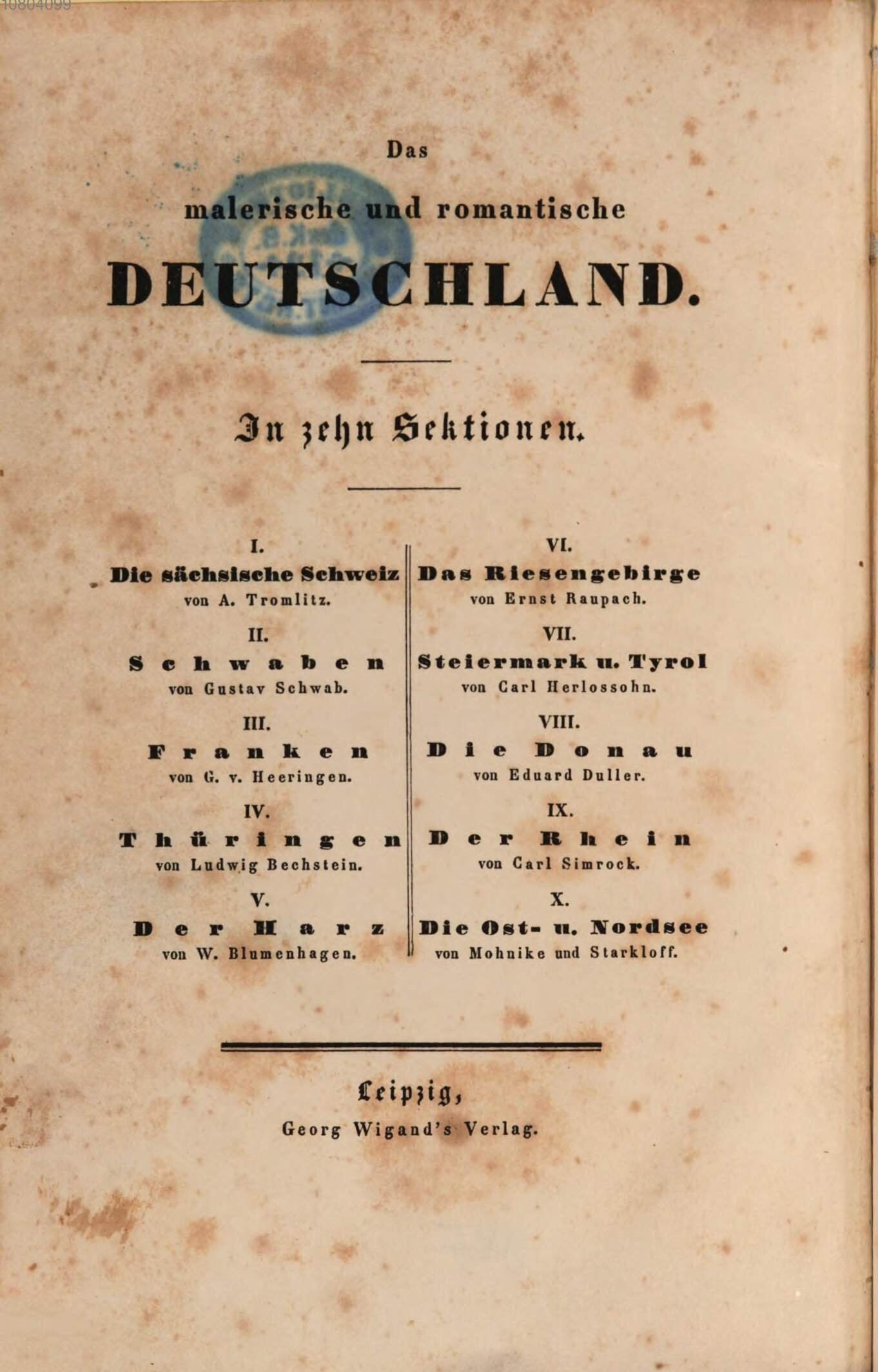

I. Die Sächsische Schweiz von A.Tromlitz

II. Schwaben von Gustav Schwab

III. Franken von G.v.Heeringen

IV. Thüringen von Ludwig Bechstein

V. Der Harz von W.Blumenhagen

VI. Das Riesengebirge von Ernst Raupach

VII. Steiermark u. Tyrol von Carl Herlossohn

VIII. Die Donau von Eduard Duller

IX. Der Rhein von Carl Simrock

X. Die Ost- u. Nordsee von Mohnike und Starkloff

Leipzig,

Georg Wigand's Verlag.